# Чарівний горох (мультфільм)
«Чарі́вний горо́х» — український анімаційний фільм 2008 року студії Укранімафільм, режисер — Ярослава Руденко-Шведова. Мультфільм знято за мотивами української народної казки «Котигорошко».

## Сюжет
Старий чаклун живе зі своїм котом у занедбаному замку. Вони не дбають про своє житло, тому часто лишаються голодні, в бруді та холоді. Кіт підказує викрасти дівчинку Оленку, щоб вона доглядала за замком.
Викравши Оленку, чаклун приносить її до замку та наказує працювати. Оленка прибирає та варить їсти. Одного разу вона дізнається, що чаклун вирощує чарівний горох. Балакучий і хвалькуватий одуд (він же оповідач цієї історії) пояснює, що хто з'їсть цей горох — стане богатирем. Але Оленка не може його з'їсти і коли горох дозріває, одуд розкидає його. Горошини падають у різних місцях, і з них виростають могутні герої: Вернидуб, Крутивус та Вернигора. Ще одна горошина падає в хату Оленчиних батьків. Її мати проковтує горошину та народжує сина Котигорошка.
Котигорошко дізнається про свою зниклу сестру Оленку та вирішує визволити її. Він іде до коваля та замовляє в нього булаву. Двічі він підкидає її та визнає погано зробленою, а третього разу — хорошою. Потім він зустрічає Вернидуба, Крутивуса та Вернигору.
Герої приходять до замку чаклуна, який перетворюється на змія. Потім він перетворює свій замок на голема, зробленого з каміння, дерев і води. Але Вернидуб, Крутивус та Вернигора користуються кожен своєю силою, щоб розвалити замок. Котигорошко перемагає чаклуна, який врешті випадково перетворює себе на щура і його садять у клітку. Одуд присвоює всі заслуги собі та каже, що це була тільки перша з багатьох пригод.

## Над фільмом працювали
- Автори сценарію: Вадим Шинкарьов, Ярослава Руденко-Шведова;
- Режисер: Ярослава Руденко-Шведова;

- Художники-постановники: Едуард Кирич, Іван Будз;

- Композитор: Юрій Єгоров;

- Звукооператор: Андрій Обод;

- Анімація: Михайло Яремко, Михайло Титов (у титрах М. Тітов), Олександр Лавров, Віталій Віленко, Марина Корольова, Дмитро Ковтанець, Володимир Комчугов;

- Художники: С. Зеленська, Надія Чижик, Неля Настенко, І. Горбань, Н. Петренко, С. Віленко, Оксана Петрушевська, Юлія Руденко, Тетяна Фархад, Ольга Кірісова, Дмитро Чернишов;
- Оператор: Г. Ніконова;
- Монтаж, композит: Віктор Радкевич;
- Текст пісні: Вадим Шинкарьов;
- Музика: Даніїл Юделевич;
- Музичне супроводження фільму: гурт «Байда»;
- Асистент режисера: В. Пантелєєва;
- Редактор: Світлана Куценко;
- Директор знімальної групи: Жанна Мовчан.

### Фільм озвучили:
- Богдан Бенюк;
- Остап Ступка;
- Л. Москавчук;
- Михайло Кукуюк;
- Сергій Фоменко — Чаклун, Крутивус;
- Юрій Єгоров;
- Вадим Шинкарьов;
- Наталія Ковальова.